# 速霸陸Trezia
速霸陸Trezia（日语：スバル・トレジア）為2010年至2016年間由日本豐田汽車製造、換牌給富士重工業販售的次緊湊型車或迷你多功能休旅車，其原型車為豐田Ractis。關於車名「Trezia」，乃是英語中「treasure（寶藏）」的造字。

## 概要
自2005年10月富士重工業納入豐田汽車體系以來，為了整合集團資源，2008年4月10日三方公開發表合作開發的意向。第一部三方合作成果的車款便是以大發Coo為基礎而開發的速霸陸Dex（兄弟車是豐田bB、賽揚xB），另一部則是以大發Boon為原型的第四代Justy。雖然原型車來自豐田或大發，但富士重工業仍針對水箱護罩、葉子板、進氣壩、車頭燈等處稍作修飾，和原型車作出區隔。

## 歷史
2010年 - 11月29日在日本正式發售，雖然是迷你多功能休旅車（mini MPV），但設定在4,000mm內的車長方便在都會區裡靈活行駛。標準配備具有含音響/巡航定速控制鍵和換檔撥片的真皮三輻式方向盤、三環式儀表板、金屬飾板、防水不織布或皮革座椅、恆溫空調、真皮排檔桿頭、CD音響主機、衛星導航影音系統、AUX端子、全景式天窗、快倒第二排座椅、高低可調行李廂隔板、多處置物格等。驅動方式分成前置前驅和四輪驅動二種；動力來源則有1.3L直列四缸DOHC 1NR-FE型引擎及1.5L直列四缸DOHC 1NZ-FE型引擎可供選擇；全車系搭載ACTIVE CVT，部分車型另提供七速手排模式，此外也可藉由「Sport Mode」按鍵自動調整引擎轉速、變速箱檔位等；安全配備具有六具SRS安全氣囊。
2011年 - 2月開始外銷歐洲市場，除入門級車型搭載1.3L直列四缸DOHC 1NR-FE型引擎外，還有一具1.4L直列四缸SOHC 1ND-TV型渦輪增壓柴油引擎可供選擇；內裝設計則和日規版幾無差異。
2012年 - 8月1日部分改良，改善1.5L直列四缸DOHC 1NZ-FE型引擎的油耗效能，而2WD車型除「1.5i」外，其餘皆配置怠速熄火系統。
2013年 - 10月1日將S-VSC轉向輔助行車穩定系統及TRC循跡防滑控制系統列為全車系標準配備。
2014年 - 5月12日發表小改款，變更水箱護罩、尾燈組之設計，新增防紫外線車窗玻璃，動力來源改換1.3L直列四缸DOHC 1NR-FKE型引擎，可輸出99hp / 6,000rpm的最大馬力、12.3kg·m / 4,400rpm的扭力峰值。
2016年 - 6月30日正式停產。

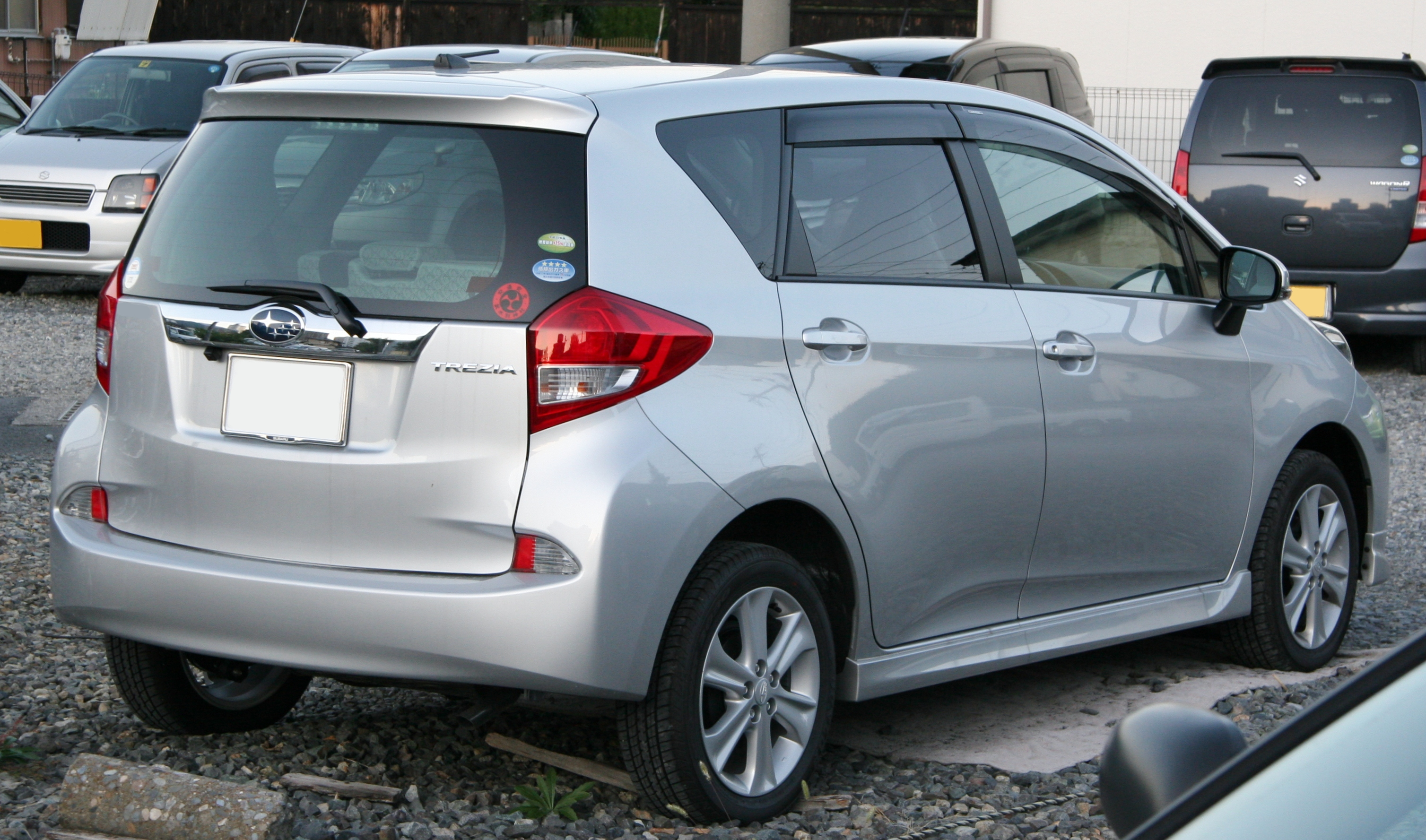
日規版車尾
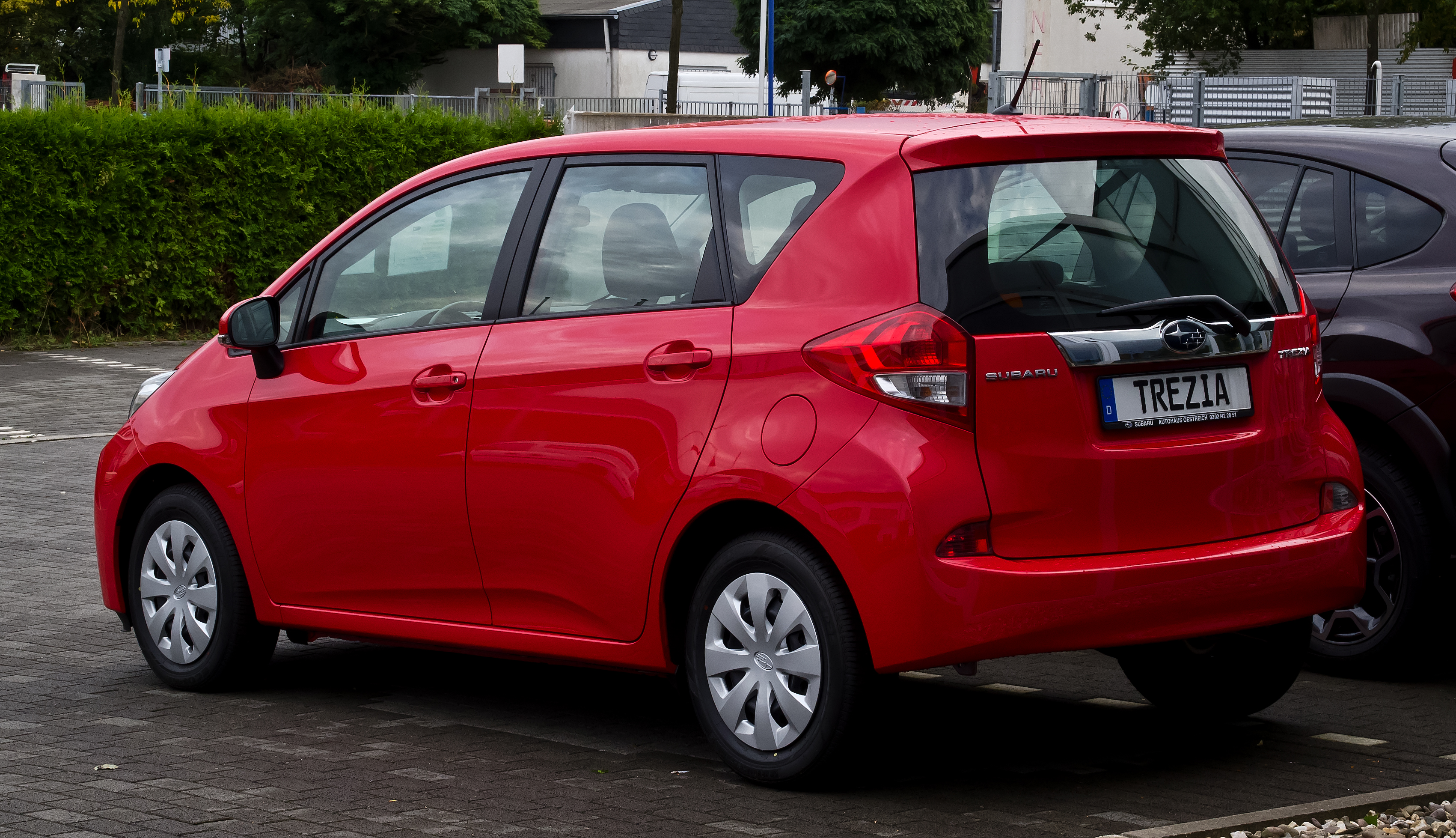
歐規版車尾
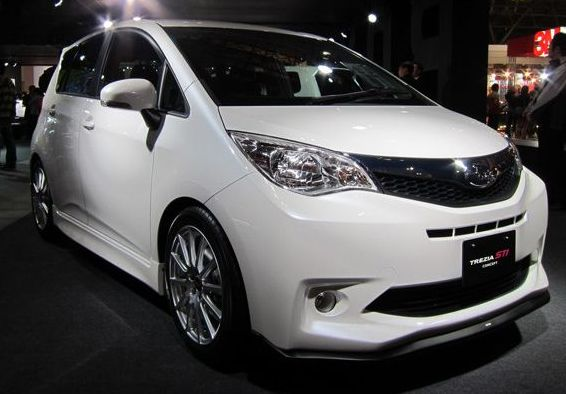
STI特仕車車頭
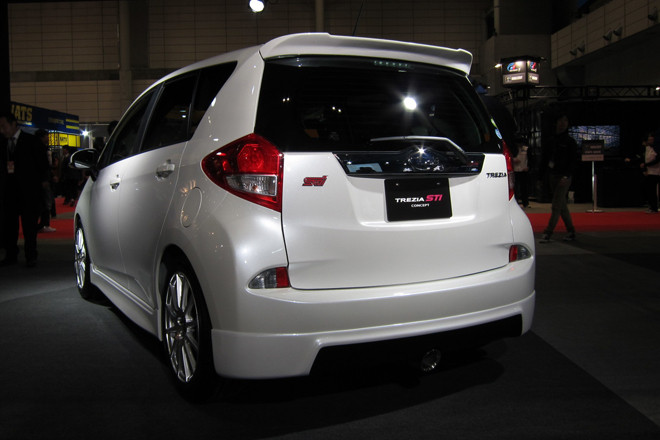
STI特仕車車尾
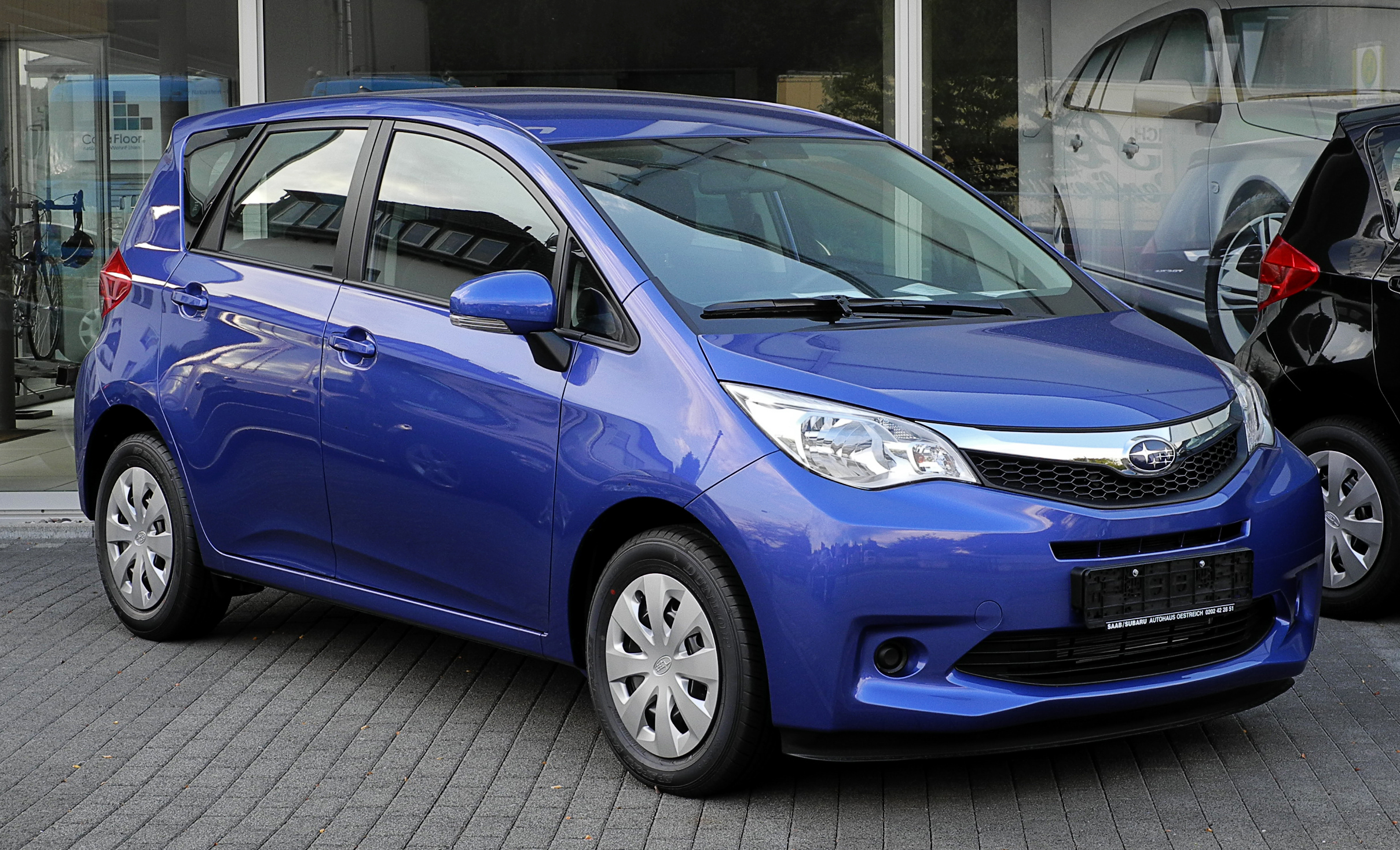
歐規版車頭
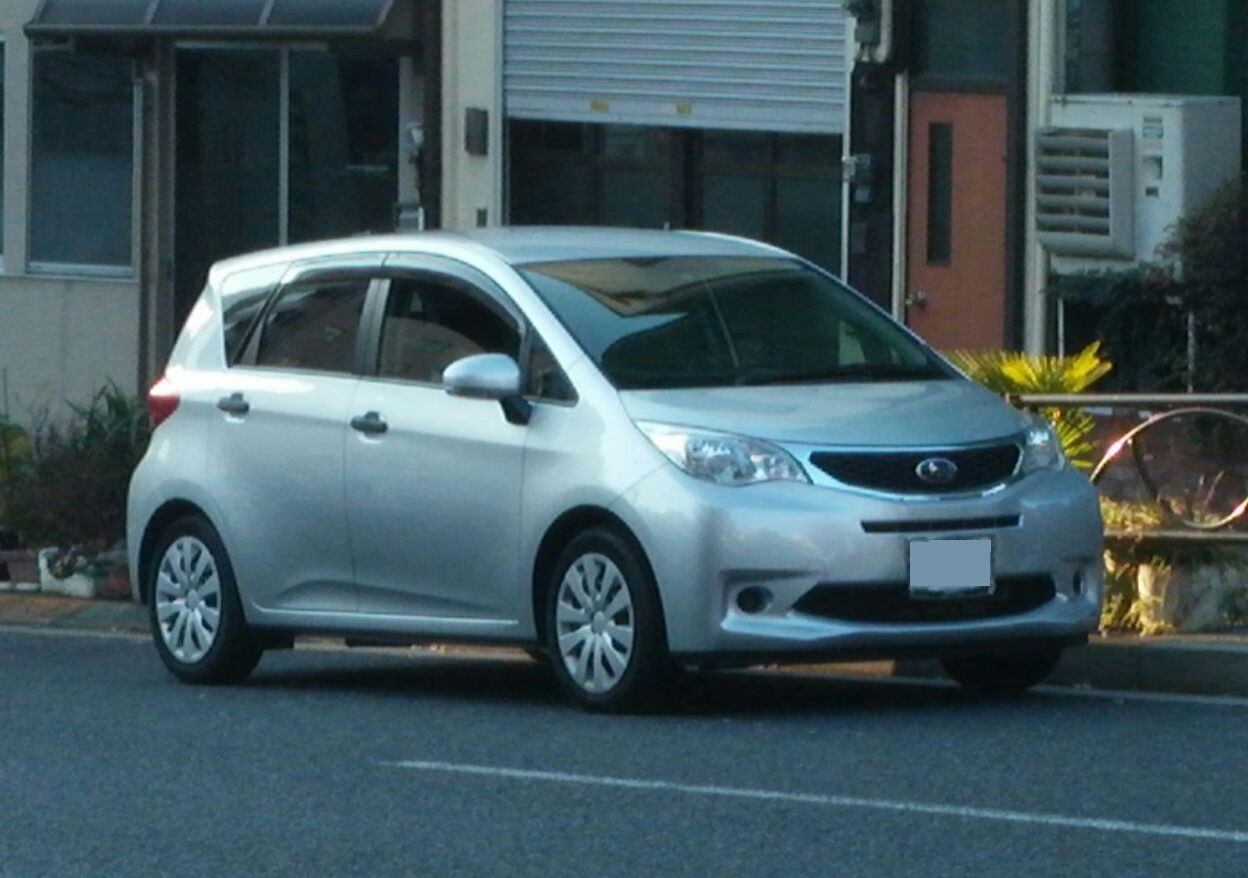
日規版車頭
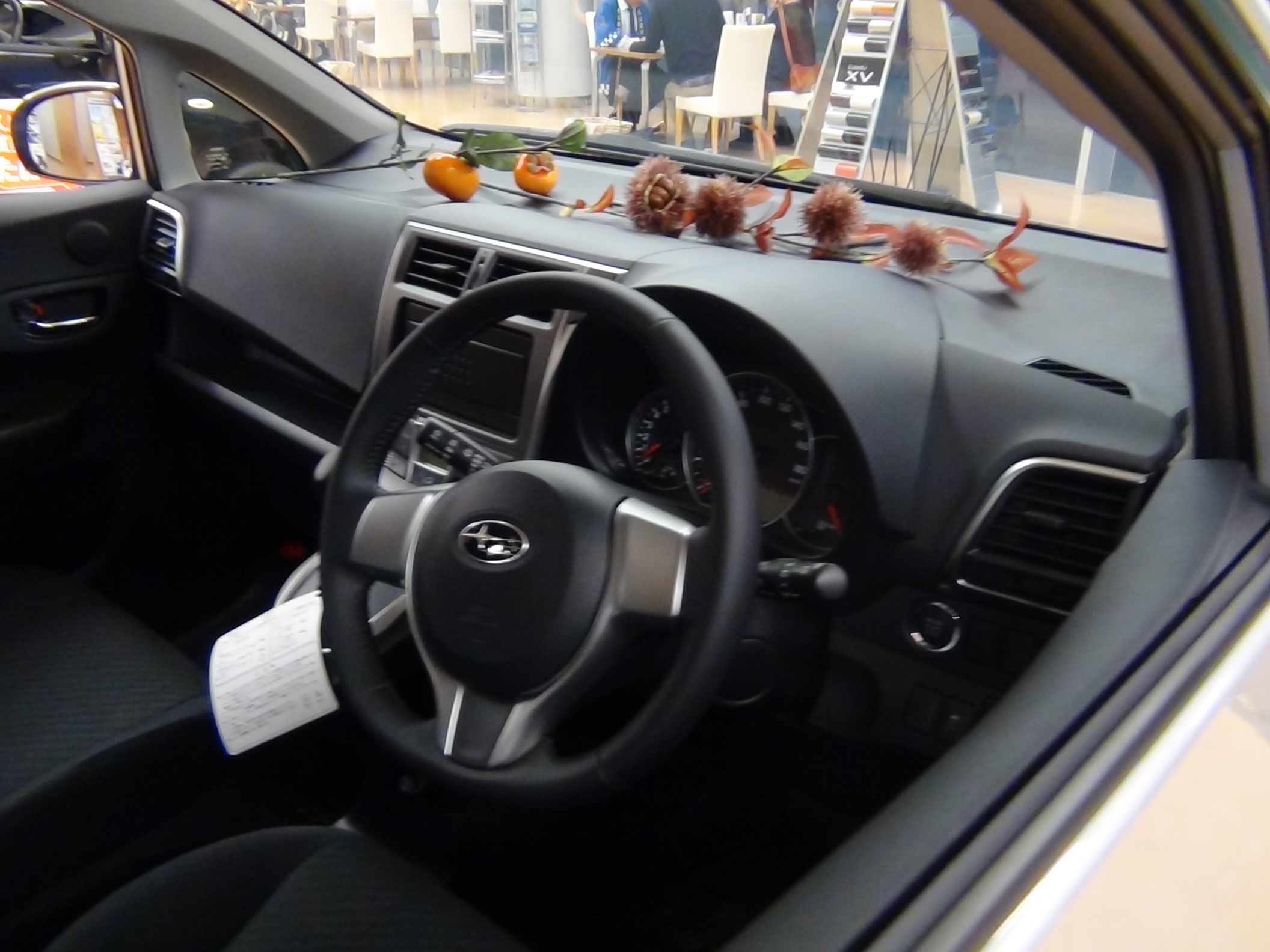
日規版內裝

## 外部連結
- AutoNet：集團資源整合創作，SUBARU最新小型車Trezia日本誕生[永久]